# 玫瑰人生
《玫瑰人生》（La vie en rose）是法国著名女歌手艾迪特·皮雅芙（Édith Piaf）的代表作，也是一首世界名曲。《玫瑰人生》的歌词由皮雅芙亲自填写，旋律则由路易·古格利米创作。
1946年，皮雅芙首次演唱《玫瑰人生》。一开始，大家都不以为这首歌会那么的成功，但是很快，《玫瑰人生》就风靡整个法国。这首歌也将皮雅芙推向法国香颂天后的地位。不久，《玫瑰人生》的英文版也被创作，马克·大卫在原来旋律的基础上填上英文歌词。经由美国著名爵士乐歌手路易斯·阿姆斯特朗演绎之后，《玫瑰人生》成为世界名曲。这首歌成为不少歌唱家的演唱标准，几十年来改編版本眾多（如香港歌手陳百強於1984年推出的舞曲《粉紅色的一生》）。
在往后艾迪特·皮雅芙的唱片专辑中，《玫瑰人生》都是不可缺少的曲目。1998年，《玫瑰人生》登上“格莱美名人殿堂”，同年一部关于皮雅芙的纪录片就叫做《玫瑰人生》。2007年，由玛丽昂·歌迪亚主演的电影《玫瑰人生》就讲述了皮雅芙的一生，歌迪亚还因此荣获奥斯卡最佳女主角奖。